# فلیپه وو
فلیپه آلمیدا وو (پرتغالی: Felipe Almeida Wu؛ زادهٔ ۱۱ ژوئن ۱۹۹۲) یک تیرانداز اهل برزیل است. از افتخارات او می‌توان مدال نقرهٔ بازی‌های المپیک جوانان در سال ۲۰۱۰ و مدال نقرهٔ بازی‌های المپیک ۲۰۱۶ در رشتهٔ تپانچهٔ بادی ۱۰ متر را نام برد.

## فعالیت حرفه‌ای
وو در المپیک جوانان ۲۰۱۰ به مدال نقره دست یافت. در ردهٔ بزرگسالان، در مسابقات بازی‌های پان امریکن و بازی‌های آمریکای جنوبی سه مدال طلا کسب کرد.
در المپیک ریو، وو در تپانچهٔ بادی ۱۰ متر به مدال نقره دست یافت.